# 湖北省肿瘤医院
湖北省肿瘤医院是位于湖北省武汉市卓刀泉南路的一家三级甲等医院。该医院创办于1973年，是一家湖北省卫生厅直属的肿瘤专科医院。共有科室19个，实验室10个，员工800多人，床位近700张。下设湖北省肿瘤研究所、湖北省肿瘤放射治疗中心、湖北省肿瘤化疗中心、湖北省乳腺病防治研究中心、湖北省肿瘤立体定向放疗中心、湖北省医疗设备维修中心等机构。